# Рожков, Юрий Николаевич
Юрий Николаевич Рожков (20 января 1898, Орехово-Зуево — 2 февраля 1940) — русский революционер, советский художник и инженер геолог. Известен дада-фотомонтажами к произведениям В. В. Маяковского и открытием тридцати трёх промышленно-ценных месторождений рудного золота в Казахстане.

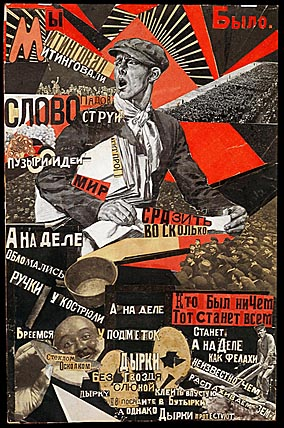

## Биография
Ю. Н. Рожков родился 20 января 1898 года в Орехово-Зуево. Отец — Николай Борисович Рожков (1866—1927), инженер-технолог Орехово-Зуевской (Никольской) мануфактуры Саввы Морозова, директор прядильной и ткацких фабрик Прохоровской Трехгорной мануфактуры в Москве и мануфактуры Красильщиковых в городе Родники. Мать — Наталья Алексеевна Рожкова (1866—1942), дочь почётного гражданина С-Петербурга купца А. Никитина, учительница, преподавала в воскресной рабочей школе. (вместе с Н. К. Крупской).
В Москве большая семья Рожковых (шестеро детей — два сына и четыре дочери) проживала в районе Арбата, в доме на Большом Власевском переулке. Воспитанный в среде передовой либеральной технической интеллигенции, Рожков с 1916 года принимал участие в большевистских кружках учащихся и рабочей молодежи. В 1917 году вступил в РКП(б), прошёл курсы санитаров и стрелков. Окончил в 1918 году Московскую гимназию А. Е. Флёрова и сразу ушёл добровольцем в Красную армию. Воевал на Южном фронте, под Новочеркасском был взят в плен, избит металлическими шомполами и приговорён к расстрелу. Благодаря школьному другу, который вызвался «осуществить» расстрел — остался жив.
В 1919 год Рожков Ю. Н. был командирован в литературно-инструкторский поезд ВЦИК имени Ленина. С целью пропаганды идей пролетарского революционного движения, борта вагонов агитпоезда были оформлены как футуристические плакаты. В составе поезда была радиостанция, склад-библиотека, вагон «Советский кинематограф», типография (печатались листовки и информационные выпуски Российского телеграфного агентства (Окна РОСТА)).
Вернувшись в Москву, Рожков вновь оказался в центре культурной и политической жизни столицы. С 1920 по 1928 год он работает в ЦКРКП(б)в зав.отделом информации, одновременно учится в МГУ (1922—1924), работает в оргкомиссиях партсъездов c lX по XV, пишет статьи, активно участвует в диспутах, не пропускает публичные выступления В. И. Ленина и В. В. Маяковского («Я — в Политехническом!»), пишет статьи, занимается фотографией. В этот период Рожков Ю. Н. знакомится с Владимиром Маяковским, который до 1921 года работал в «Окнах сатиры РОСТА». Рожков делает фотомонтажи к поэме Маяковского «Флейта-позвоночник», позднее в 1924 году фотомонтажи к поэме «Рабочим Курска, добывшим первую руду, временный памятник работы Владимира Маяковского» (18 листов, 24х36 см, собрание ГЛМ), в 1927 году монтажи к стихотворению Маяковского «Еврей» (сохранились авторские фотокопии монтажей, 5 листов, ГЛМ).
В январе 1930 г. фотомонтажи Рожкова к поэме «Рабочим Курска…» были показаны на выставке-отчёте Владимира Маяковского «20 лет работы», которую поэт собрал и экспонировал сам, а затем передал в собрание Государственного Литературного музея (ГЛМ). Публикация работ Рожкова в каталоге выставки была подписана Маяковским, как «Временный памятник. Монтажи Рожкова. Ждёт печати.»
С 1929 по 1931 год как студент-парттысячник Рожков учится в Московском геологоразведочном институте им. С. Орджоникидзе, который успешно досрочно заканчивает, и получив специальность геолог-разведчик, был распределён на работу в Казахстан.
С 1931 по 1936 год работал инженером-разведчиком, начальником Геологоразведочного отдела треста «Каззолото», а с 1936 года начальником геолого-экономической партии треста «Золоторазведка», так же выполнял научно-исследовательскую работу. В этот период Рожков открыл тридцать три промышленно-ценных месторождения рудного золота на совершенно новых площадях Северо-восточного Казахстана, в том числе Бес-Тюбе, Джеламбет, и занесён на Всесоюзную доску Почета ИТР.
В 1937 году семья Рожковых подверглась репрессиям — арестован и расстрелян брат (Борис Рожков реабилитирован посмертно в 1957 году), сослана сестра (Лидия Николаевна реабилитирована в 1960 году), а Юрий Николаевич Рожков был исключён из партии (впоследствии восстановлен).
Вернувшись в Москву Рожков Ю. Н. в связи с постоянно прогрессирующей болезнью (туберкулез легких, последствие плена в гражданскую войну), работает дома и занимается научно-исследовательской работой для института «Нигризолото». Последние три года Рожков Ю. Н. прожил благодаря заботам своей жены Зинаиды Петровны Матиссен. Умер Юрий Николаевич Рожков в 1940, на 42 году жизни.

## Выставки
- «20 лет работы», выставка-отчёт B.B. Маяковского 1930 г.
- «Искусство революции» 1971 год — Лондон, Великобритания. Экспонировалось 25-метровое панно из крупномасштабно воспроизведенных фотомонтажей Юрия Рожкова, выполненное немецким художником Лутцем Беккером (продюсер, режиссёр, сценарист, художественный консультант (Lutz Becker).
- Государственный музей В. В. Маяковского, постоянная экспозиция. Выставлены копии фотомонтажей Ю. Н. Рожкова к поэме В. В. Маяковского «Рабочим Курска, добывшим первую руду, временный памятник работы Владимира Маяковского»
- Выставка-отчет B.B. Маяковского «20 лет работы», реконструкция.
  - 1973 — Москва (ГЛМ), СССР;
  - 1978 — Западный Берлин, ФРГ;
  - 1979 — Дюссельдорф, ФРГ;
  - 1982 — Оксфорд, Великобритания;
  - 1983 — Афины, Греция;
  - 1987 — Сидней, Австралия;
  - 1988 — Гавана, Куба.
- «Маяковский и его окружение. Русский авангард в собрании ГЛМ»
  - 1990 год — Варезе, Ломбардия, Италия;
  - 1992 год — США.
- «Сергей Эйзенштейн в контексте русского авангарда 1920—1925»
  - 1993 год — Мюнхен, Франкфурт на Майне, Германия

## Фильмография
- Lutz Becker, «Art in Revolution», 1971, документальный фильм, в котором использованы оригиналы фотомонтажей Ю. Н. Рожкова.

## Издания и статьи
- Рожков Ю. Н. Чудинов Б. М. «Древние горные работы на местах современных рудников треста Каззолото.» Тр.1. в.4, 1937.
- «Рабочим Курска, добывшим первую руду, временный памятник работы Владимира Маяковского» Дюссельдорф, 1980 год.

Факсимильное издание фотомонтажей, сопровожденное «синхронным» переводом на немецкий язык и аппликатурой текста самой поэмы.
- Журнал «Советское фото» 1/82 А. Ефимова, «Будущего приоткрытый глаз…»
- Журнал «Revue Fotografie» 1/1984 Мартин Грушка, статья «Фотографический монтаж — его источники и перспективы»[8]
- Журнал «Литературная учёба» Сентябрь-октябрь 1990

Л. Алексеева, статья «Неизвестный мастер XX века»